# Флейшер, Майкл
Майкл Флейшер (англ. Michael Fleischer; 27 февраля 1908, Бриджпорт, штат Коннектикут, США — 5 сентября 1998, Чеви Чейз, штат Мэриленд, там же) — американский минеролог и геохимик. Самый известный редактор книги «Словарь минеральных видов».

## Биография
Флейшер изучал химию с 1927 в Йельском университете, получил степень бакалавра в 1930 году и докторскую степень в 1933 году. Работал в геофизической лаборатории в Вашингтоне. В 1978 году он вышел в отставку и до 1995 года был научным сотрудником кафедры минералогии Смитсоновского института.
В 1976 году был удостоен медали Фридриха Бекке и в 1975 медали Рёблинга. Он был президентом Минералогического общества Америки (1952) (и его почётным членом), Геохимического общества (1964), в 1971 вице-президент Общества геохимии окружающей среды и здоровья. В 1953 вице-президент Геологического общества Америки, а в 1967 — президент Геологического общества Вашингтона. Он был членом Немецкой академии естествоиспытателей «Леопольдина» с 1974 года.
С 1953 по 1957 год был президентом Комиссии геохимии Международного союза теоретической и прикладной химии. В 1978 году награждён за выдающиеся заслуги медалью службы департамента внутренних дел США. В 1971 году он стал почётным членом Минералогического общества Великобритании и Ирландии, а в 1969 Французского минералогического общества.

## Основные труды
- с Ray E. Wilcox, John J. Matzko.Microscopic determination of the non opaque minerals, Washington D. C. 1984
- Herausgeber Data of geochemistry, US Geological Survey, Washington D. C. 12 Bände, 1962 bis 1979
- с Raymond Parker Geochemistry of Niobium and Tantalum, Washington D. C. 1968
- с Robert Sprague Jones Gold in minerals and the composition of native gold, US Geological Survey, Washington D. C. 1969
- с Judith W. Frondel, Robert S. Jones Glossary of uranium and thorium bearing minerals, Washington D. C., 4. Auflage 1967
- с Sam Rosenblum The distribution of rare-earth elements in minerals of the monazite family, Washington D. C. 1995
- Glossary of mineral species, Tucson, Arizona, Mineralogical Records, 7. Auflage 1995 (zuerst 1971, die Auflagen von 1991 и 1995 mit J. A. Mandarino)